# Fleur East

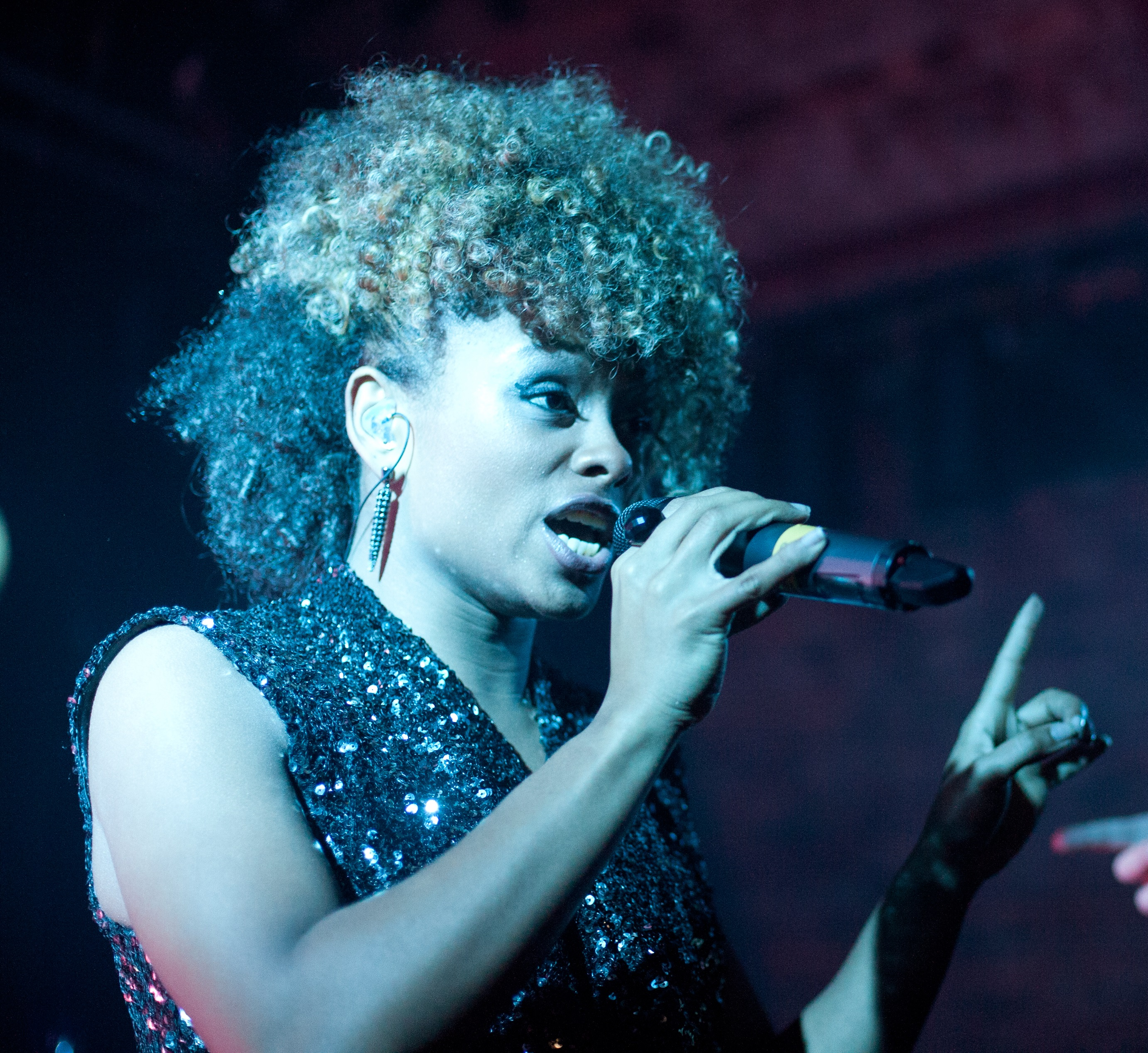
Fleur East 2011.

Fleur East, född 29 oktober 1987 i Walthamstow, också känd som Fleur, är en engelsk sångerska och låtskrivare. Hon tävlade i The X Factor år 2005 som medlem i tjejbandet Addictive Ladies. År 2012 gjorde hon solokarriär med skivbolaget Strictly Rhythm. Fleur medverkade en andra gång i The X Factor år 2014 som soloartist där hon slutade som tvåa i finalen. Hon blev talangprogrammets första tävlande att nå förstaplats på Storbritanniens iTunes Store Chart under tävlingens gång för hennes framförande av låten Uptown Funk. År 2015 fick hon skivkontrakt med Syco Music och släppte senare musikalbumet Love, Sax and Flashbacks. 